# إدماع

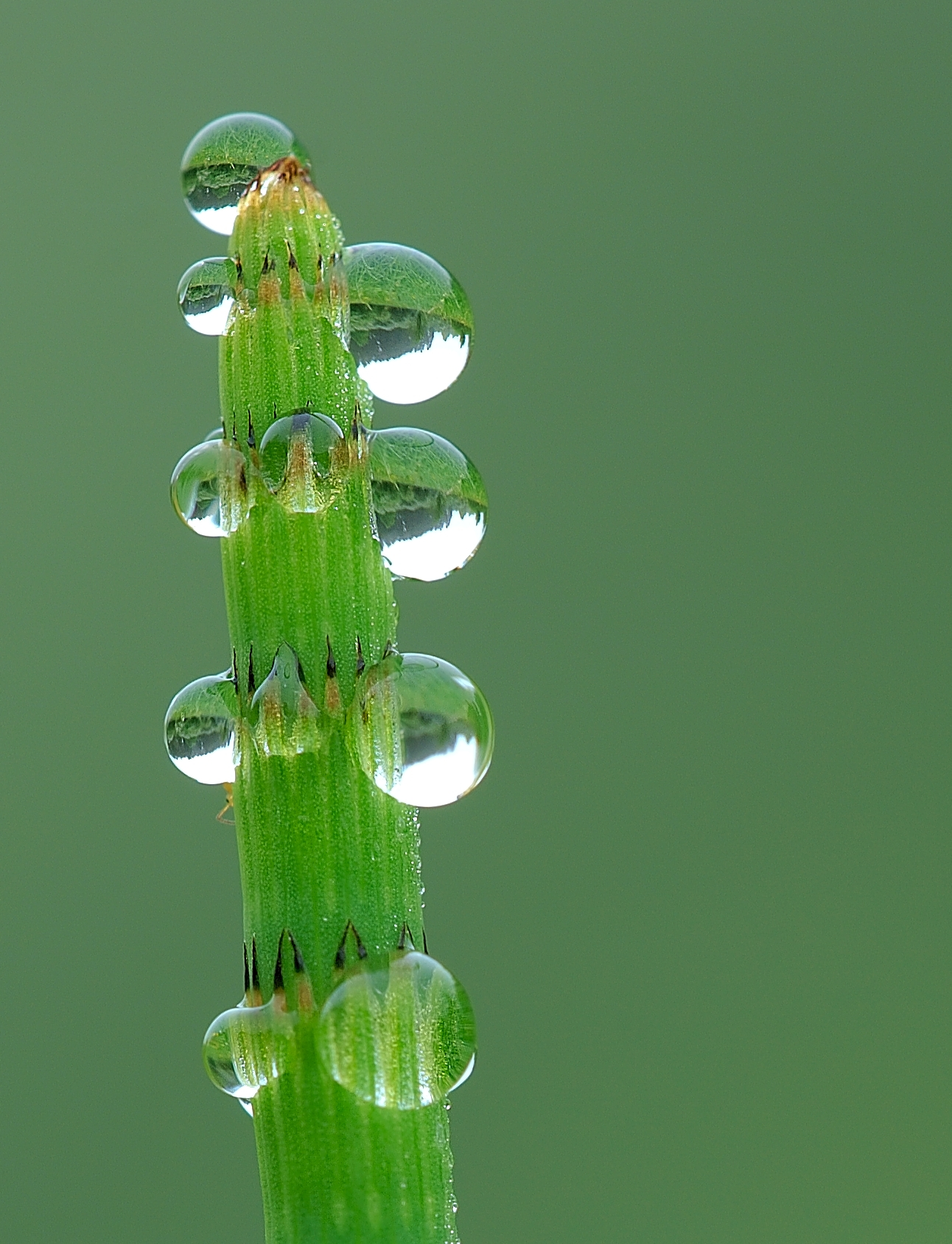
تعرق نبات الكنباث Equisetum.

الإدماع أو عرق النبات هو عملية إطراح تقوم بها النباتات على هيئة قطرات نسغ من النسيج الوعائي الخشبي على أطراف أوراق بعض النباتات مثل النباتات الوعائية.
يجب التنبه إلى ضرورة التفريق بين الإدماع وبين الندى، حيث أن الأخير ناتج عن تكاثف بخار الماء في الغلاف الجوي على الأوراق.
يمكن أن يحوي سائل الإدماع على العديد من المركبات العضوية واللاعضوية، وبشكل رئيسي السكريات ومركبات البوتاسيوم.

## اقرأ أيضاً
- نتح
- نتح تبخري